# Lucoppia reticulata
Lucoppia reticulata är en kvalsterart som först beskrevs av Feider, Vasiliu och Calugar 1970.  Lucoppia reticulata ingår i släktet Lucoppia och familjen Oribatulidae. Inga underarter finns listade i Catalogue of Life.